# Salem (Fulton County, Arkansas)
Salem is een plaats (city) in de Amerikaanse staat Arkansas, en valt bestuurlijk gezien onder Fulton County.

## Demografie
Bij de volkstelling in 2000 werd het aantal inwoners vastgesteld op 1591.
In 2006 is het aantal inwoners door het United States Census Bureau geschat op 1558, een daling van 33 (-2,1%).

## Geografie
Volgens het United States Census Bureau beslaat de plaats een oppervlakte van
7,0 km², geheel bestaande uit land. Salem ligt op ongeveer 202 m boven zeeniveau.

## Plaatsen in de nabije omgeving
De onderstaande figuur toont nabijgelegen plaatsen in een straal van 32 km rond Salem.